# Simmia di Siracusa
Simmia di Siracusa (Siracusa, IV-III sec a.C. – ...) è stato un filosofo siceliota.

Menzionato da Diogene Laerzio come discepolo di Aristotele di Cirene, successivamente di Stilpone di Megara di cui probabilmente sposò anche la figlia essendo citato in questo passo: 
(Diogene Laerzio, II 114)
 Purtroppo ci resta solo questa notazione della vita privata, più che le opere o il pensiero. Tuttavia sempre Diogene riporta il pensiero di Filippo di Megara secondo cui: 
(II 113)